# Stigmatochromis woodi
Stigmatochromis woodi è una specie di ciclidi haplochromini endemica del Lago Malawi che vive in aree sabbiose. Può raggiungere una lunghezza di 25 centimetri (9,8 in) TL. È presente nel commercio di pesci d'acquario. Il nome specifico è stato dato in onore di Rodney C. Wood, la cui collezione di ciclidi del Lago Malawi, che includeva il tipo nomenclaturale di questa specie, è stata presentata al Museo di storia naturale di Londra. È la specie tipo del genere Stigmatochromis.